# Hanns Teichmann
Hanns Friedrich Teichmann (* 18. Juni 1929 in Halle (Saale); † 26. November 2017) war ein deutscher Bauingenieur und Hochschullehrer für Siedlungswasserwirtschaft und Abfalltechnik.

## Leben
Hanns Teichmann besuchte die Schule in Dessau, Hannover und Leipzig. Nach dem Abitur absolvierte er zunächst eine Maurerlehre. Anschließend ging er zum Studium des Bauingenieurwesens an die Technische Hochschule Hannover. 1954 wurde er im Corps Ostfalia Hannover aktiv. Das Studium schloss er als Dipl.-Ing. ab. 1959 wurde er von der Fakultät für Bauwesen der TH Hannover zum Dr.-Ing. promoviert. Nach einer ersten kurzen beruflichen Tätigkeit in Hamburg ging er zum 1958 gegründeten Erftverband, wo er bis zum Leitenden Baudirektor aufstieg. Von dort wurde er 1977 zum ordentlichen Professor für Siedlungswasserwesen an die Universität der Bundeswehr München berufen. Am 17. September 2009 wurde in Neubiberg anlässlich seines 80. Geburtstag ein Festkolloquium abgehalten.
Teichmann forschte auf den Gebieten der mechanischen Behandlung von Abwasser, der anaeroben Schlammfaulung, der Deponierung von Schlamm sowie der Identifizierung und Bewertung von Geruchsemissionen von Kläranlagen. Bezüglich der Geruchsemissionen von Kläranlagen war er auch gutachterlich tätig. Er verfasste mehrere Beiträge in wissenschaftlichen Sammelwerken und Handbüchern und zahlreiche Aufsätze in wissenschaftlichen Zeitschriften. Er war Mitverfasser bibliographisch selbständiger Fachbücher.
In der Abwassertechnischen Vereinigung (ATV), der heutigen Deutschen Vereinigung für Wasserwirtschaft, Abwasser und Abfall (DWA) gehörte er dem Hauptausschuss Gewässerschutz und Abwasserreinigung, als Obmann dem Ausschuss Aerobe biologische Abwasserreinigungsverfahren sowie der Arbeitsgruppe Mehrstufig biologische Kläranlagen an. Zudem war er Mitglied im Beirat des Landesverbandes der ATV.

## Auszeichnungen
- Ehrennadel der Abwassertechnischen Vereinigung (ATV)

## Schriften
- Die Wasserversorgung und Abwasserbeseitigung im deutschen Untertagebergbau, 1959 (Dissertation TH Hannover)
- Lehr- und Handbuch der Abwassertechnik, Band 2, 2. Auflage, Verlag Ernst & Sohn, Berlin, 1975 (Mitverfasser)
- Lehr- und Handbuch der Abwassertechnik, Band 3, 2. Auflage, Verlag Ernst & Sohn, Berlin, 1978 (Mitverfasser)
- Lehr- und Handbuch der Abwassertechnik, Band 4, 3. Auflage, Verlag Ernst & Sohn, Berlin, 1985 (Mitverfasser)
- Vergleichende Geruchsmessungen auf Abwasserreinigungsanlagen, 1987, Institut für Wasserwesen Neubiberg (zusammen mit Karin Kaiser)